# Abborrtjärnen (Trankils socken, Värmland, 658509-127552)
Abborrtjärnen är en sjö i Årjängs kommun i Värmland och ingår i Göta älvs huvudavrinningsområde.